# シロウオ
シロウオ（素魚、鱊、学名 Leucopsarion petersii ）は、ハゼ科に分類される魚の一種である。一種のみでシロウオ属 Leucopsarion を構成する。透明な体の小魚で、日本や朝鮮に分布し、食用に漁獲される。
キュウリウオ目シラウオ科に分類されるシラウオとは生態や姿が似ていて混同しやすいが、全く別の魚で、分布も異なる。

## 名称
日本での地方名としてヒウオ（氷魚。茨城県・徳島県）、イサザ（北陸）、ギャフ（伊勢湾沿岸）、シラウオ（関西・広島県）などがある。関西地方などでの呼称は、シラウオ科のシラウオとの混称。また、北陸地方での呼称イサザは、琵琶湖産ハゼの一種の標準和名に充てられていて、琵琶湖で氷魚はアユの稚魚を指す。
朝鮮では標準名で「死白魚、사백어」（サベゴ）と呼ばれるが、死ぬと白く変色することによる。他に、「뺑아리」（ペンアリ）、「병아리」（ビョンアリ）などの地方名がある。
英語では氷のハゼを意味するice gobyと呼ばれる。

## 分布
北海道南部から九州南部までと朝鮮半島南部の慶尚南道周辺に分布する。南西諸島には分布しないが、奄美大島からの報告がある。
日本に生息する個体は遺伝的に異なる地理的集団を形成しており「日本海系統」「太平洋系統」に分けられる。また、瀬戸内海域は日本海系と太平洋系統が混合していると報告されている。

## 特徴

### 形態
成魚は全長5センチメートルほどで、細長い円筒形の体形をしている。体はわずかに黒い色素細胞がある以外はほぼ透明で、眼球・うきぶくろ・脊椎等が透けて見える。ただし死ぬと体が白く濁ってしまい、体内の構造は見えなくなる。メスは腹部に黒い点が1列に並ぶのでオスと区別できる。吻は丸く、口は眼の後ろまで裂け、下顎が上顎より前に突き出る。顔つきはハゼ類の特徴がよく現れている。
ハゼ科の魚は背鰭が2つあることと腹鰭が吸盤状になっているのが特徴だが、シロウオの背鰭は1つしかなく、腹鰭はごく小さい。また鱗も側線もない。充分に成長しても仔魚のような特徴を残すことからプロジェネシスと考えられている。ハゼ科の中では形態が特異な種類として位置づけられ、1属1種の単型として分類されている。学名の種名"petersii"は、記載者のヒルゲンドルフ（F. Hilgendorf）が師のペータース（W. Peters）に対して献名したものである。

### 生態
通常は沿岸の浅い海に生息し、プランクトンを捕食しながら生活しているが、早春には成魚が川の下流域に遡上して産卵する。成魚は河口で群れをなし、満潮時の上げ潮に乗って川をさかのぼる。汽水域上限から淡水域にかけての、転石が多い区域に辿り着くと群れは解消される。一夫一妻・1回限りの繁殖様式とされ、1 - 3ミリメートル程度の礫質底にオスは各々が石の下に潜り込んで産卵室を作り、メスを誘って産卵させる。メスは産卵室の天井に長径3ミリメートルほどの細長い水滴形の卵を約300個産卵する。海水では孵化しない。産卵・受精後はオスが巣に残り、孵化するまでの2週間ほど何も食べずに卵を保護する。寿命は約1年で、メスは産卵後に、オスも卵が孵化した後に死んでしまう。孵化する仔魚は全長5ミリメートルほどで、すぐに川の流れに乗って海へ下る。

## 人との関わり
古来より川の下流域へ集まる頃の成魚が食用に漁獲され、早春の味覚として知られる。食用以外にはメバル等の肉食魚の釣り餌としても利用される。

### 漁法

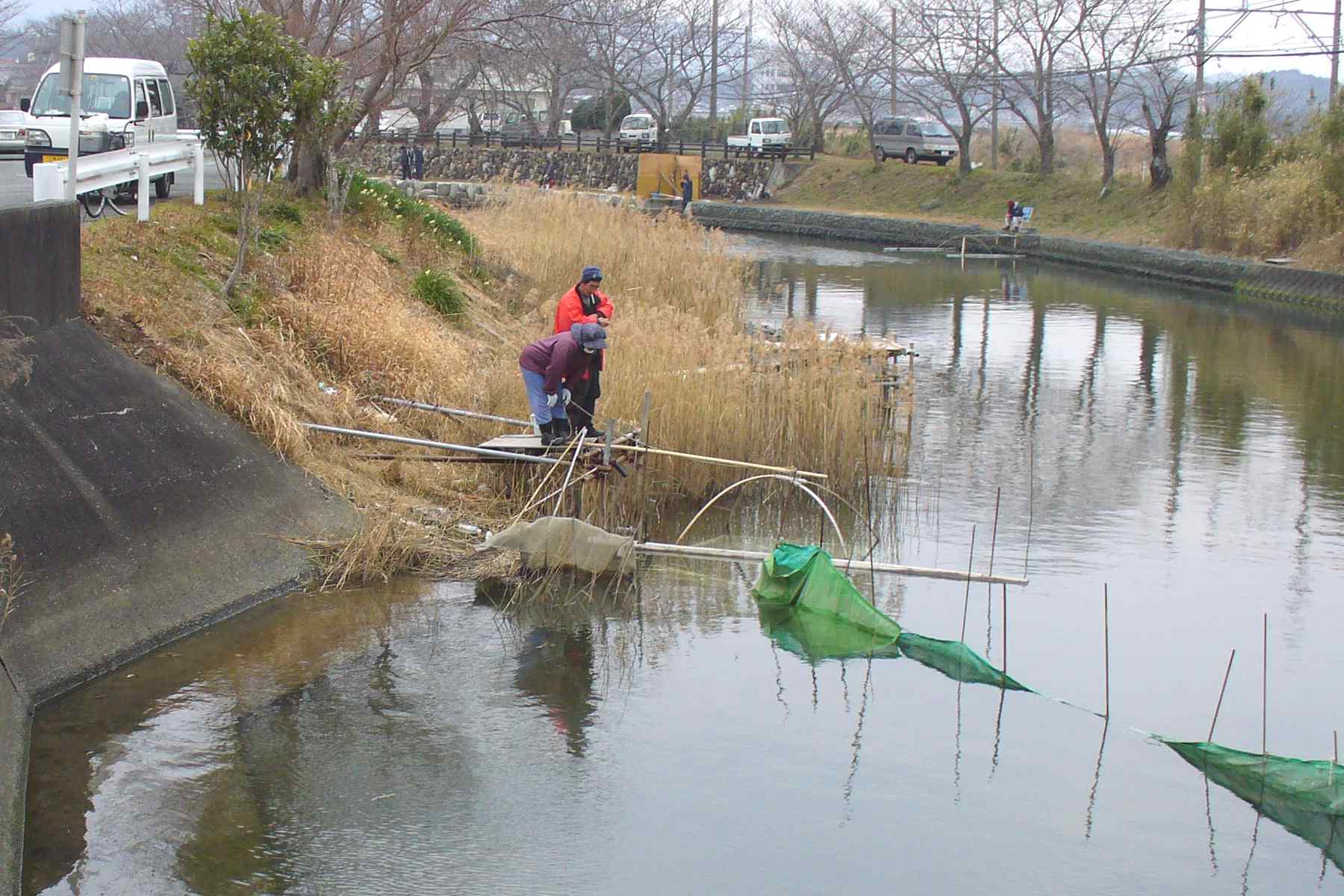
シロウオ漁の風景（三重県）

漁には十字に組んだ竹2本で四角形の網を吊るした四手網が全国的によく使われる。網を川底に吊るし、シロウオの群れが網の上を通過したときに一気に引き上げて漁獲するもので、早春の下流域で四手網を繰り出す様は春の風物詩ともなっている。他に地引網や簗などでも漁獲される。簗漁が行われる地域は日本各地にあるが、福岡市の室見川下流におけるシロウオの簗漁は江戸時代からの伝統があり、マスコミで取り上げられる機会も多い。南三陸町の伊里前川では川に幾何学状に積み上げた「ザワ」と呼ばれる石垣の隅におい込んで捕獲する漁をしているが、これは戦後発達した漁法で近隣地域に見られないため近年「しろうお祭」と称される祭が開催されるようになった。

### 食文化
近年、日本では高級食材として扱われている。死ぬと著しく風味が落ちるとされるため、流通する際は、水と酸素を充填したポリ袋に入れるなどして、死なせないように注意が払われる。
生のシロウオを軍艦巻の寿司種にしたり、生きたままポン酢などで食べる踊り食いなどで生食が広がりつつある。踊り食いや生食については河川の細菌や寄生虫（横川吸虫）など、衛生上の問題が一部で指摘されている。他に、天ぷら、卵とじ、吸い物の椀種、ニンジンなどと共に炊く炊き込みご飯などの料理が伝統的に食べられている。
韓国（朝鮮半島）では、慶尚南道や釜山でフェやムルフェと呼ばれる酢、トウガラシなどで味を付けて生食する料理や、和え物、チヂミの類、スープなどとして食べられる。

### 保全状態評価
日本の環境省が作成した汽水・淡水魚類レッドリストでは、1999年版で「準絶滅危惧（NT）」として掲載され、2007年改訂版で危険度が増したとの判断から「絶滅危惧II類（VU）」となった。日本ではその他にも各道府県のレッドリストで絶滅危惧種として掲載されており、うち5県では絶滅危惧I類（絶滅寸前種）に指定されている。
- 絶滅危惧II類 (VU)（環境省レッドリスト）

- 絶滅危惧種|絶滅危惧I類 - 山形県・静岡県・兵庫県・徳島県・高知県
- 絶滅危惧II類 - 北海道・宮城県・和歌山県・香川県・愛媛県・鹿児島県
- 準絶滅危惧 - 青森県・秋田県・茨城県・千葉県・新潟県・富山県・福井県・京都府・岡山県・大分県・福岡県・佐賀県
- 情報不足 - 神奈川県
- その他 - 福島県（未評価）・熊本県（要注目種）

日本国内の分布域のほぼ全域で個体数が減少している。原因は川や海の水質汚染、または河口堰設置やコンクリート護岸など河川改修による産卵場消失と考えられている。